# 4계의 후조
《4계의 후조》(四季의 候鳥)는 1984년 11월 4일에 MBC TV에서 방영되었던 베스트셀러극장이다.

## 줄거리
임삼락(임채무)은 트럭운수업에 투자했지만, 교통사고로 인한 손해배상 문제로 전 재산을 털어넣은 뒤 빈둥거리는 신세가 된다. 어느 날 그는 낚시를 떠났다가 자살한 여자를 발견하게 된다.
이것이 인연이 되어 임삼락은 그 여성의 부친인 한성운수 김덕부 사장(김기일)의 초청으로 그의 회사를 방문하는데...

## 출연
- 임채무
- 김기일
- 황신혜
- 이미영
- 송옥숙
- 김용건
- 임문수
- 임현식
- 김영옥
- 박영지
- 최은숙
- 윤석오
- 차윤회
- 정대홍
- 김순경
- 이창환
- 신명철
- 이성
- 김흥수
- 문용민
- 김민정
- 박종범